# 諏訪神社 (飛騨市古川町杉崎)
諏訪神社（すわじんじゃ）は、岐阜県飛騨市古川町（旧・吉城郡古川町）にある神社。

## 概要
創建時期は不詳。平安時代創建の説がある。
飛騨国国司として姉小路家綱がこの地域を統治すると、姉小路家（後の姉小路氏）の鎮守神となる。室町時代に白山神社を合祀する。
姉小路氏の滅亡により衰退。江戸時代は御構稲荷に改称し、祭神も宇迦御霊神となる。
明治初期に諏訪神社に戻る。1872年（明治5年）に村社となり、1973年（昭和48年）に岐阜県神社庁より銀幣社に指定される。
境内には「飛騨国司姉小路家墳墓」があり、五輪塔、宝篋印塔、墓石などがある。これらは姉小路家が拠点としていた岡前館跡及びその周辺に埋没していたものを集めて祀ったものである。

## 祭神
- 建御名方神

## 境内社
- 稲荷神社（祭神：宇迦御霊神）
- 白山神社（祭神：菊理姫命
- 田県神社

## 天然記念物
- 諏訪神社の三本スギ - 1973年（昭和48年）3月19日、飛騨市（当時の古川町）の天然記念物に指定[3]。
- 諏訪神社の大スギ - 1973年（昭和48年）3月19日、飛騨市（当時の古川町）の天然記念物に指定[3]